# ASD Steinitz Roma
ASD Steinitz Roma, wcześniej funkcjonujący pod nazwą DLF Steinitz Roma – włoski klub szachowy z siedzibą w Rzymie.

## Historia
DLF Steinitz Roma został założony w 1981 roku. W 1993 roku klub zadebiutował w Serie A, uzyskując dwunaste miejsce. W 1999 roku klub spadł z ligi, powrócił do niej w 2016 roku, zajmując wówczas piątą pozycję. Również w 2016 roku DLF Steinitz zadebiutował w Pucharze Europy, w którym został sklasyfikowany na 54. miejscu (zwycięstwa z Trinity College Dublin Chess Club i Kennemer Combinatie oraz przegrane z ŠK Dunajská Streda, Gambitem Bonnevoie, SK Rockaden Stockholm, Oslo SS i KSK Rochade Eupen-Kelmis). W 2017 roku zespół spadł z najwyższej włoskiej klasy rozgrywkowej, powrócił do niej na sezon 2019, w którym również spadł. W 2020 roku miało miejsce przekształcenie DLF Steinitz Roma w ASD Steinitz Roma.